# Samariscus multiradiatus
Samariscus multiradiatus is een straalvinnige vissensoort uit de familie van schollen (Pleuronectidae). De wetenschappelijke naam van de soort is voor het eerst geldig gepubliceerd in 2008 door Kawai, Amaoka & Séret.